# Philisca ingens
Philisca ingens är en spindelart som beskrevs av Lucien Berland 1924. Philisca ingens ingår i släktet Philisca och familjen spökspindlar.
Artens utbredningsområde är Juan Fernández-öarna. Inga underarter finns listade i Catalogue of Life.